# Le Conformiste (film)
Pour plus de détails, voir Fiche technique et Distribution.
Le Conformiste (titre original : Il conformista) est un film franco-germano-italien réalisé par Bernardo Bertolucci, sorti en 1970.
Le scénario de ce film politique a été écrit par Bertolucci d'après le roman Le Conformiste (Il conformista) d'Alberto Moravia publié en 1951. Les rôles principaux du film sont tenus par Jean-Louis Trintignant, Dominique Sanda et Stefania Sandrelli.
Le film est l'analyse minutieuse d'une adhésion au fascisme motivée par des ressorts intimes et psychologiques : un viol subi et un meurtre commis par un enfant. Le personnage de Marcello Clerici ne cessera de vouloir effacer ces traumatismes en se fondant dans ce qu'il considère comme une normalité : en entrant au parti fasciste, en se mariant, en se conformant à ce qu'attendent la société italienne, l'Église et le régime de Mussolini. Bertolucci utilise le gigantisme glacé de l'architecture des bâtiments officiels, un Paris quasi désert dans une lumière bleutée, la solitude d'une forêt glacée de Savoie.

## Synopsis
En 1917, un très jeune garçon, humilié et maltraité par des camarades, Marcello Clerici, est protégé, puis entraîné et sexuellement agressé par un jeune chauffeur de maître, appelé Lino.
Marcello lui prend son pistolet et le vise : il pense l'avoir tué et s'enfuit.
Tourmenté par un sentiment de culpabilité mais surtout d'anormalité, il éprouve le besoin d'être conforme à ce que la société attend d'un homme, à se fondre dans la masse. Cette envie est renforcée par la répugnance que lui inspirent sa vie familiale, désordonnée, dispendieuse, et ses parents : son père, fasciste de la première heure, a sombré dans la démence et est interné ; sa mère grande bourgeoise déchue est une toxicomane manipulée et abusée par son chauffeur.
Dans l'Italie fasciste, être normal c'est être fasciste, adhérer au parti et le servir : il entre ainsi dans la police secrète. Il veut aussi épouser une femme parfaitement conventionnelle, une petite bourgeoise pimpante et imperméable à toute pensée politique, Giulia, loin de l'image maternelle et de l'idéal de la grande bourgeoisie à laquelle il appartient. En 1938, les services secrets lui assignent la mission de profiter de son voyage de noces pour contacter son ancien professeur de philosophie, Luca Quadri, devenu l'un des principaux dirigeants anti-fascistes en exil à Paris. Marcello, au fond de lui, est réticent, mais il est sans cesse contrôlé, poussé, stimulé par un homme des services secrets, Manganiello.
Alors qu'il est en route vers Paris, Marcello reçoit l'ordre d'assassiner Quadri, il ne peut se dérober, Manganiello veille. Il est reçu, avec Giulia, au domicile du professeur, qui vit avec Anna, belle, séduisante, élégante, intelligente, anti-conformiste, l’opposée de Giulia. Anna soupçonne les intentions hostiles de Marcello, le lui fait comprendre mais est en même temps attirée par Giulia ; quant à Quadri, il est d'abord méfiant puis séduit par cet ancien étudiant brillant. Marcello tombe amoureux d'Anna et la supplie de s'enfuir avec lui, elle se dérobe. Anna fait les magasins avec Giulia et lui confie que son mari part le lendemain seul dans leur chalet de Savoie ; elle le rejoindra plus tard et invite Marcello et Giulia à se joindre à elle pour une soirée que les deux couples passent ensemble : Marcello danse amoureusement avec Anna, et Giulia, éméchée, avec Quadri. Les ordres confirment que Quadri doit être assassiné sur son trajet pour la Savoie, dans un guet-apens. Marcello n'a pas le courage de reculer, même quand Manganiello lui annonce qu'Anna accompagnera son mari. Ils rejoignent la voiture du couple sur une route forestière de montagne. Quadri est assassiné de multiples coups de poignard par des sbires surgis de la forêt. De la voiture, Marcello observe le meurtre sans broncher, tétanisé, un revolver à la main. Anna jaillit paniquée de la voiture, frappe désespérément à la vitre de la voiture de Marcello, hurlant et suppliant, en vain. Elle fuit dans la forêt, où elle est abattue. Manganiello crie son dégoût devant la lâcheté de Marcello, qu'il associe « aux Juilfs et aux pédérastes ».
Cinq ans plus tard, en 1943, le régime de Mussolini s'effondre, ses statues déboulonnées sont traînées dans la rue. Marcello vit modestement avec sa fille et sa femme dans le petit appartement de cette dernière où ils ont dû accueillir des réfugiés de guerre. Pour la première fois, Giulia s'inquiète : le meurtre de Quadri, auquel elle avait compris que Marcello était mêlé, pourrait désormais le faire mettre en cause. Marcello, qui sort la nuit pour rencontrer son mentor aveugle Italo Mangannari, croise des militants anti-fascistes, passe par le château Saint-Ange et surprend par hasard la conversation d'un jeune prostitué avec un homme qui essaie de l'inviter pour la nuit. Dans ce dernier, à la voix, aux mots employés, Marcello croit reconnaitre le chauffeur de maître, Lino, qu'il aurait seulement blessé dans sa jeunesse. Il se met à hurler que Lino est un fasciste, responsable de la mort de Quadri et d’Anna. Lino s'enfuit. Marcello dénonce ensuite à la foule Italo comme fasciste. Dans le dernier plan, seul, il se retourne vers un jeune homosexuel dénudé qui l'observe.

## Fiche technique
Sauf indication contraire, les informations mentionnées dans cette section peuvent être confirmées par la base de données cinématographiques Unifrance,  présente dans la section « Liens externes ».
- Titre : Le Conformiste
- Titre original : Il conformista
- Réalisation : Bernardo Bertolucci
- Assistant réalisateur : Alain Bonnot et Aldo Lado
- Scénario : Bernardo Bertolucci, adapté du roman d'Alberto Moravia
- Photographie : Vittorio Storaro
- Montage : Franco Arcalli
- Musique : Georges Delerue
- Costumes : Gitt Magrini
- Décors : Nedo Azzini
- Sociétés de production :  Mars Film Produzione S.p.A (Rome), Marianne Productions (Paris), Maran Film G.M.B.H. (Munich)
- Sociétés de distribution :  Paramount Pictures, Cinema International Corporation
- Pays de production :  Italie |  France |  Allemagne de l'Ouest
- Langue : italien, français, latin , chinois
- Métrage : 3 196 m
- Format : couleurs (Technicolor) - 35 mm - 1,66:1 - son : mono
- Genre  : drame, cinéma politique
- Durée : 116 minutes
- Dates de sortie :
  - Allemagne de l'Ouest : 1er juillet 1970[1] (Berlinale) / 16 avril 1971 (sortie nationale)
  - Italie : 22 octobre 1970
  - France : 17 février 1971

## Distribution
- Jean-Louis Trintignant : Marcello Clerici, un professeur de philosophie
- Stefania Sandrelli : Giulia, une petite bourgeoise qu'il épouse par « conformisme »
- Gastone Moschin : Daniele Manganiello, l'agent fasciste collaborateur de Clerici
- Enzo Tarascio : le professeur Luca Quadri, un leader antifasciste exilé à Paris
- Fosco Giachetti : le colonel fasciste
- José Quaglio : Italo Montanari, le conférencier
- Dominique Sanda : Anna, la jeune épouse de Luca Quadri
- Pierre Clémenti : Lino Seminara, un chauffeur de maître
- Milly : la mère de Marcello
- Giuseppe Addobbati : le père de Marcello
- Yvonne Sanson : la mère de Giulia
- Benedetto Benedetti : le ministre fasciste
- Gino Vagni Luca : le secrétaire
- Christien Alegny : Raoul, un agent fasciste de Vintimille
- Antonio Maestri : le prêtre

## Récompenses et distinctions
- Grand prix de l’Union de la critique de cinéma (UCC)